# Päiviö Tommila
Juhani Päiviö Tommila (* 4. August 1931 in Jyväskylä; † 18. November 2022 in Kauniainen) war ein finnischer Historiker und Hochschullehrer der Universität Helsinki.

## Akademische Laufbahn
Studium der Geschichte ab 1950. Ab 1954 war er Kandidat der Philosophie. Drei Jahre später erwarb er den Abschluss Magister (primus) der Philosophie (Finnische Geschichte) und drei weiter Jahre darauf das Lizenziat. 1964 Promovierte er zum Doktor (primus) an der Universität Helsinki. Er bestritt einige Forschungsreisen in Europa.
Päiviö Tommila wurde mit der Arbeit La Finlande dans la politique européenne en 1809–1815 (1962) habilitiert.
1955 bis 1957 war er im Dienst der Historischen Kommission von Nurmijärvi, 1959 bis 1965 Assistent für finnische und skandinavische Geschichte an der Universität Helsinki, 1962 bis 1967 Privatdozent für Finnische Geschichte an der Universität Helsinki. 1965 bis 1976 Professor für Finnische Geschichte an der Universität Turku und 1967 bis 1971 sowie 1973 bis 1975 zugleich Dekan der Humanistischen Fakultät der Universität Turku.
1976 wurde Tommila als Professor für Finnische Geschichte an die Universität Helsinki berufen, wo er bis zur Emeritierung 1994 verblieb. 1988 bis 1992 war Tommila Rektor der Universität Helsinki. 1987 bis 1988 war er zuvor Dekan der Historisch-Sprachwissenschaftlichen Abteilung der Universität Helsinki.
Tommilas Hauptarbeitsgebiete sind finnische Geschichte, vor allem die politische Geschichte des 19. Jahrhunderts, Stadtgeschichte, Geschichte des Journalismus und die Historiografie.
Er war Akademiker, Mitglied der Akademie von Finnland seit 2004 und Mitglied der Finnischen Wissenschaftlichen Gesellschaft.

## Privat
Päiviö Tommila war seit 1955 verheiratet mit Phil. Mag. Seija Inkeri Katarina (geb. Kilpi), Tochter von Prof. Sulo Kilpi und Aino Inkeri (geb. Aimonen), und Vater von fünf Kindern: Timo (1956), Arvi (1958), Lauri (1961), Anna (1963) und Leena (1971). Sein Vater ist Eero Tommila, früher Chemieprofessor an der Universität Helsinki, seine Mutter filosofian maisteri Salli Anna Margareta geb. Niininen.

## Veröffentlichungen
- Helsinki kylpyläkaupunkina 1830-1850-luvuilla, Helsinki 1955
- Nurmijärven pitäjän historia I–II (1958–59)
- Venäläinen sortokausi Suomessa (1960)
- La Finlande dans la politique européenne en 1809–1815 (1962)
- Suomen lehdistön levikki ennen vuotta 1860 (1963)
- Arvid David Hummel — un entomologist oublié, Suomen Hyönteistieteellinen Aikakauskirja (1963)
- Jyväskylän kaupungin historia I–II (1970–72)
- Keski-Suomen lehdistö I–IV (mit T. Raitio, 1970–79)
- Suomen autonomian synty 1809–1819 (1984)
- Oulun Wiikko-Sanomia 1829–1879 (1984)
- Suomen lehdistön historia (1985)
- Suomen historiankirjoitus (1989)
- Sanomia kaikille: Suomen lehdistön historia (mit Raimo Salokangas, 1998)
- Suuri adressi 1899, WSOY (Werner Söderström Osakeyhtiö), Helsinki 1999, ISBN 951-0-23454-0
- Research in Finland: a history (2006)
- Vihreän lampun taika: Eero Tommila, kemisti (2009)
- Kummalasta Telkkään: Sata vuotta Kustavin kesähistoriaa (2010)
- Talonpoikia ja opinkäyntiä: Merikarvian Köörtilän Tommilan talon ja suvun tarina (2011)

## Herausgeberschaft
- Suomen kulttuurihistoria, drei Bände (1979–82)
- Suomen kaupunkilaitoksen historia, drei Bände (1981–84)
- Suomen lehdistön historia, zehn Bände (1985–92)[6]
- Suomen hallitsijat (2000)
- Suomen tieteen historia, vier Bände (2000–03)

## Ämter (Auswahl)
- 1975–1992 Leiter des Projekts Geschichte der finnischen Presse
- 1978–1985 Vorstandsmitglied, 1985–1987 Vorsitzender, 1987–1996 Aufsichtsratsmitglied, 1994–1996 Aufsichtsratsvorsitzender der Finnischen Kulturstiftung
- 1983–1990 Chefredakteur des Historiallinen Aikakauskirja (Historisches Epochenbuch)
- 1989–2000 Verband der wissenschaftlichen Gesellschaften
- 1993–2002 Beirat des Finnland-Instituts in Estland

## Auszeichnungen (Auswahl)
- Korrespondierendes Mitglied der Estnischen Akademie der Wissenschaften 9. Januar 1991
- Ehrendoktorwürde der Universität Jyväskylä 1998
- Orden des Marienland-Kreuzes (estnisch Maarjamaa Risti teenetemärk) 2. Februar 2001[7]
- Ehrentitel Akademiker 2004
- Komturkreuz I. Klasse Finnischer Orden der Weißen Rose
- Komturkreuz Orden des Löwen von Finnland